# Dactylamblyops latisquamosus
Dactylamblyops latisquamosus är en kräftdjursart som först beskrevs av Illig 1906.  Dactylamblyops latisquamosus ingår i släktet Dactylamblyops och familjen Mysidae. Inga underarter finns listade i Catalogue of Life.